# Vimana

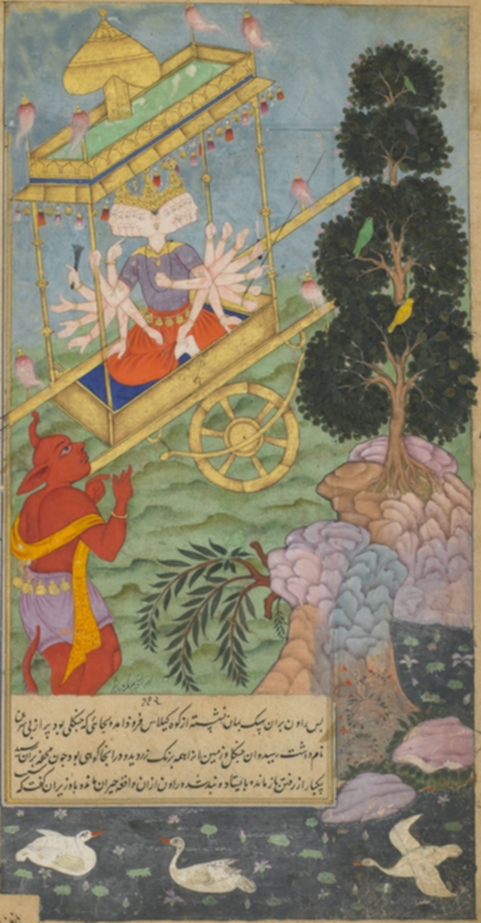
Ravana aproveita a carruagem Puspaca de Cubera

Vimana é um veículo voador mitológico, descrito na literatura antiga da Índia. Referências a veículos voadores são comuns nos textos hindus antigos,que, inclusive, descrevem seus usos na arte da guerra. Independentemente de serem capazes de voar na atmosfera terrestre, consta que as vimanas também viajam pelo espaço e sob a água. Descrições contidas nos Vedas e na literatura indiana recente falam de vimanas de várias formas e tamanhos: 
- Nos Vedas: o sol e várias outras divindades são levadas em suas peregrinações por carruagens voadoras, com rodas e puxadas por animais, geralmente cavalos (a carruagem do deus védico Puxa é puxada por bodes)

- O "agnihotra-vimana", com dois motores (?). (Agni significa fogo em sânscrito).

- O "gaja-vimana", com mais motores (?) (Gaja significa elefante em sânscrito).

- Outros tipos possuem denominações baseadas em animais, como o martim-pescador, o Íbis e outros.

Alguns ufólogos modernos atribuem às vimana evidências de civilizações tecnologicamente avançadas do passado. Outras explicações são dadas pelas Teoria dos astronautas antigos. Há ainda aqueles que estabeleceram ligações das máquinas voadoras com a lenda dos Nove Homens Desconhecidos. David Hatcher Childress fala sobre elas em seu livro "Vimana Aircraft of Ancient India & Atlantis"(Vimana - Aeronáutica da Índia Antiga e da Atlântida),citadas também em obras anteriores como "Lost Cities of China, Central Asia & India"(Cidades Perdidas da China, Índia e Ásia Central). 

## Etimologia e uso
A palavra origina-se do sânscrito e parece ser vi-mana = "separado — mensurado". O significado da palavra parece ter sido modificado nesta sequência: 
- Uma área de terra medida e separada para ser usada para fins sagrados.

- Templo.

- O palácio de um deus.

- No Ramayana (Ver também Râma): o palácio voador de Rāvana, chamado de Pushpaka.

- Em escritos indianos recentes: outros veículos voadores, e às vezes vimana, é usada como um termo poético para fazer referência a veículos comuns terrestres.

## Outros significados

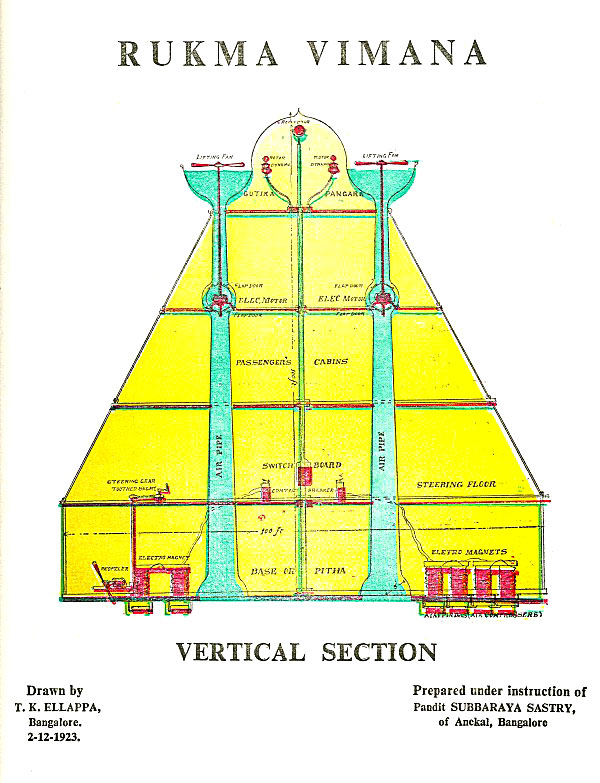
Desenho de um corte Vertical de um Vimana descrito no livro hindu Ramayana

- Na maioria das línguas indianas modernas, a palavra vimana significa uma aeronave comum, real.

- As torres piramidais características dos templos do sul da Índia chamam-se "Vimanans".

- O livro budista Vimānavatthu (Histórias de Vimanas, em Pali) usa a palavra "vimana" com um significado diferente: "um pequeno trecho de um texto usado como inspiração para um sermão budista".

## Páginas externas
- WorldMysteries.com - Ancient Indian Aircraft Technology
- A Tribute To Hinduism - Vimānas
- Flying Machines of Ancient India (história alternativa)
- Editora Madras (Vimana - Aeronáutica da Índia Antiga e da Atlântida)